# Unstable (serie televisiva)
Unstable è una serie televisiva statunitense del 2023 interpretata da Rob Lowe e suo figlio John Owen Lowe, i quali sono anche autori e produttori esecutivi assieme a Victor Fresco.
La serie viene trasmessa su Netflix dal 30 marzo 2023.

## Trama
Ellis Dragon è l'eccentrico, narcisista ed ammirato presidente di un celebre laboratorio di biotecnologia, tuttavia, dopo la morte di sua moglie Katie, la sua salute mentale inizia a deteriorarsi, cosa che spinge il suo socialmente impacciato figlio Jackson ad iniziare a lavorare con lui per aiutarlo a rimanere equilibrato.

## Episodi
| Stagione         | Episodi | Prima TV USA | Prima TV Italia |
| ---------------- | ------- | ------------ | --------------- |
| Prima stagione   | 8       | 2023         | 2023            |
| Seconda stagione | 8       | 2024         | 2024            |

## Personaggi e interpreti

### Personaggi principali
- Ellis Dragon (stagione 1-in corso), interpretato da Rob Lowe, doppiato da Francesco Prando.
- Jackson Dragon (stagione 1-in corso), interpretato da John Owen Lowe, doppiato da Gabriele Patriarca.
- Anna Bennet (stagione 1-in corso), interpretata da Sian Clifford, doppiata da Selvaggia Quattrini.
- Malcolm Drummond (stagione 1-in corso), interpretato da Aaron Branch, doppiato da Alessandro Campaiola.
- Luna Castillo (stagione 1-in corso), interpretata da Rachel Marsh, doppiata da Lucrezia Marricchi.
- Ruby Rosario (stagione 1-in corso), interpretata da Emma Ferreira, doppiata da Eva Padoan.

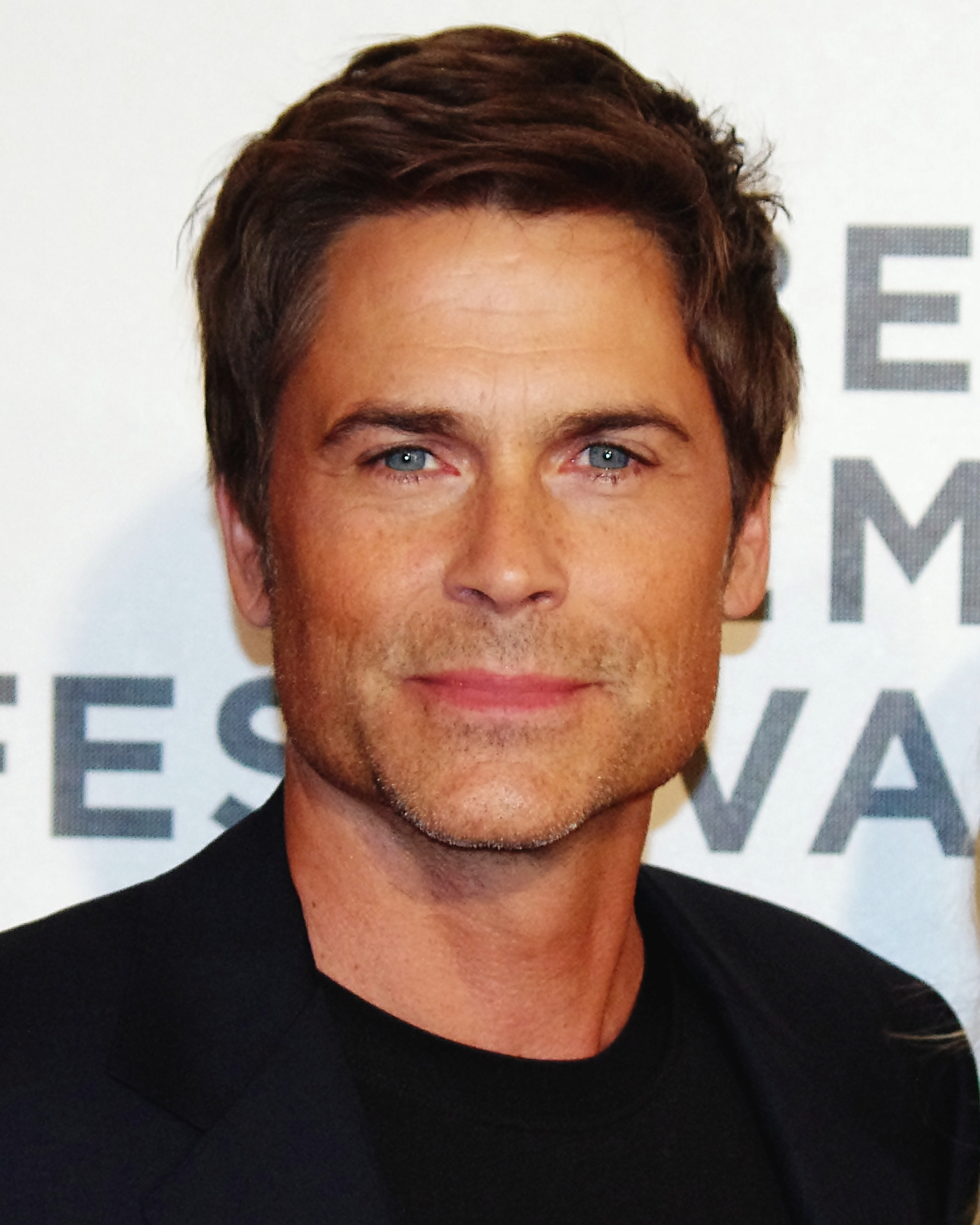
Rob Lowe interpreta Ellis Dragon
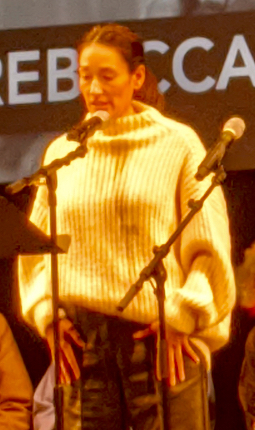
Sian Clifford interpreta Anna Bennet

### Personaggi ricorrenti
- Juan (stagione 1-in corso), interpretato da Frank Gallegos, doppiato da Diego Suarez Puertas.
- Leslie Clevenger (stagione 1-in corso), interpretato da Fred Armisen, doppiato da Oreste Baldini.
- TJ Wiffleball (stagione 1-in corso), interpretato da Tom Allen, doppiato da Alessio Nissolino.
- Chaz Wiffleball (stagione 1-in corso), interpretato da JT Parr, doppiato da Gabriele Vender.
- Jean Sequence (stagione 1), interpretata da Christina Chang, doppiata da Francesca Fiorentini.
- Peter Martin (stagione 2-in corso), interpretato da Lamorne Morris, doppiato da Nanni Baldini.
- Georgia (stagione 2-in corso), interpretata da Iris Apatow, doppiata da Sara Labidi.

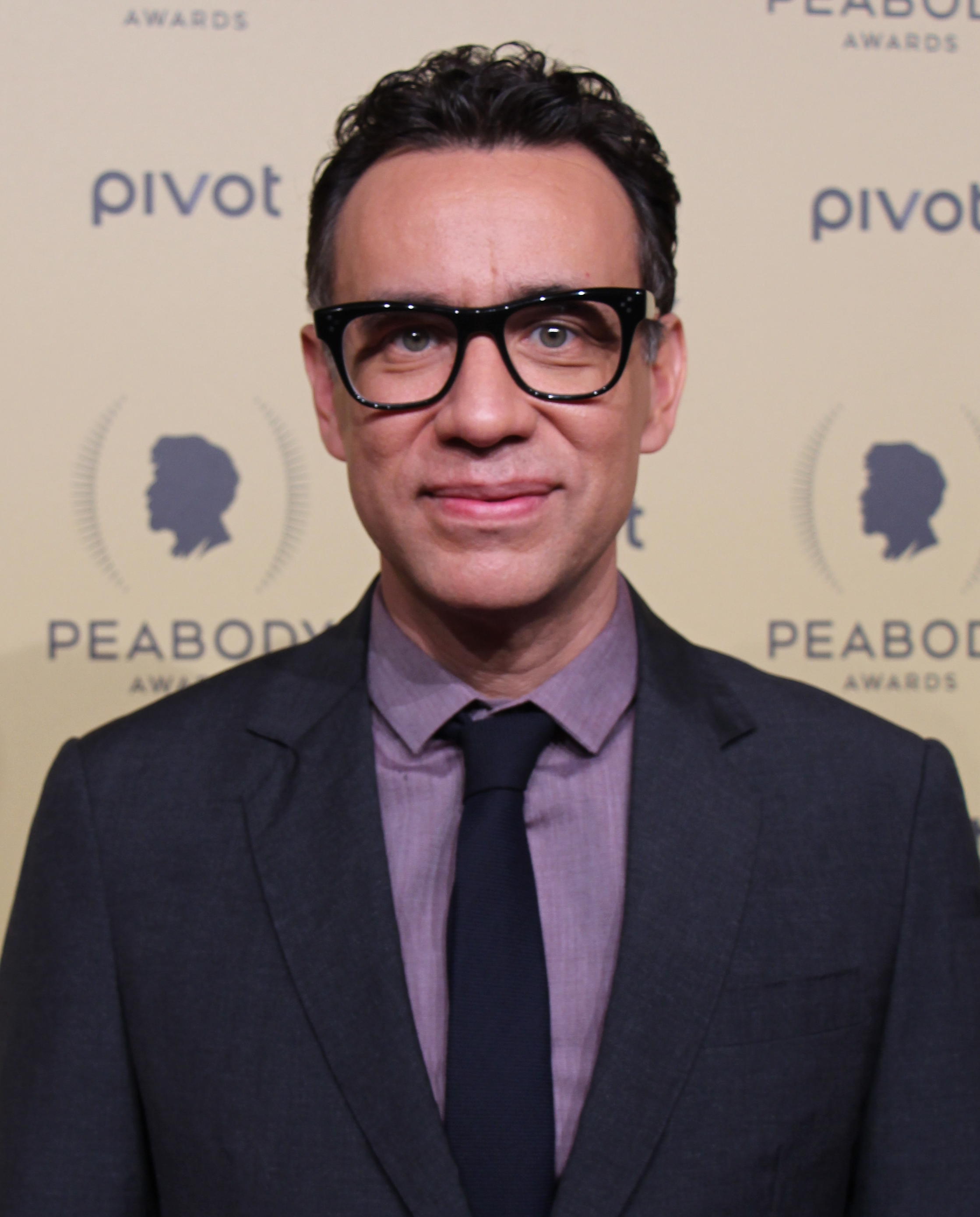
Fred Armisen interpreta Leslie Clevenger
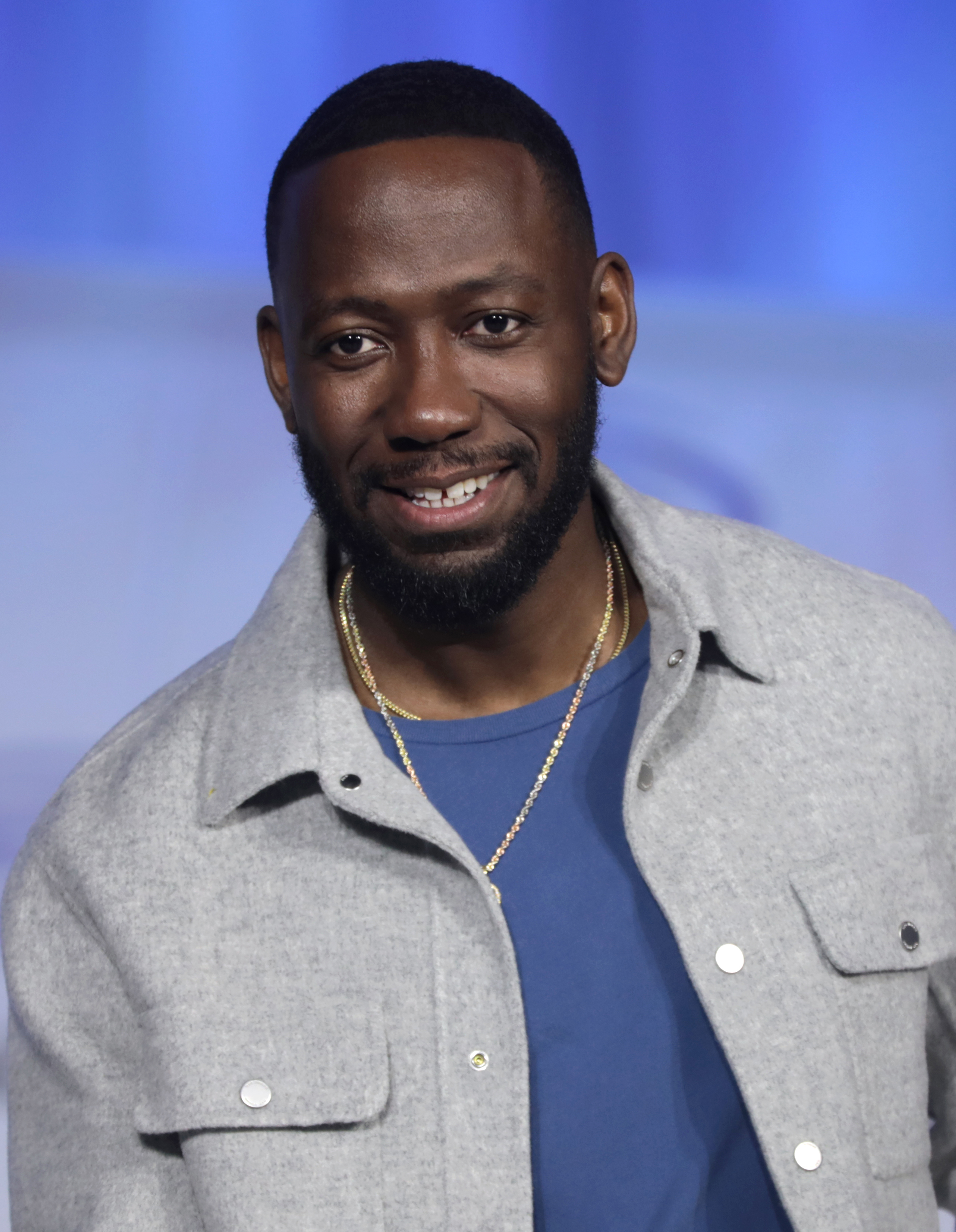
Lamorne Morris interpreta Peter Martin
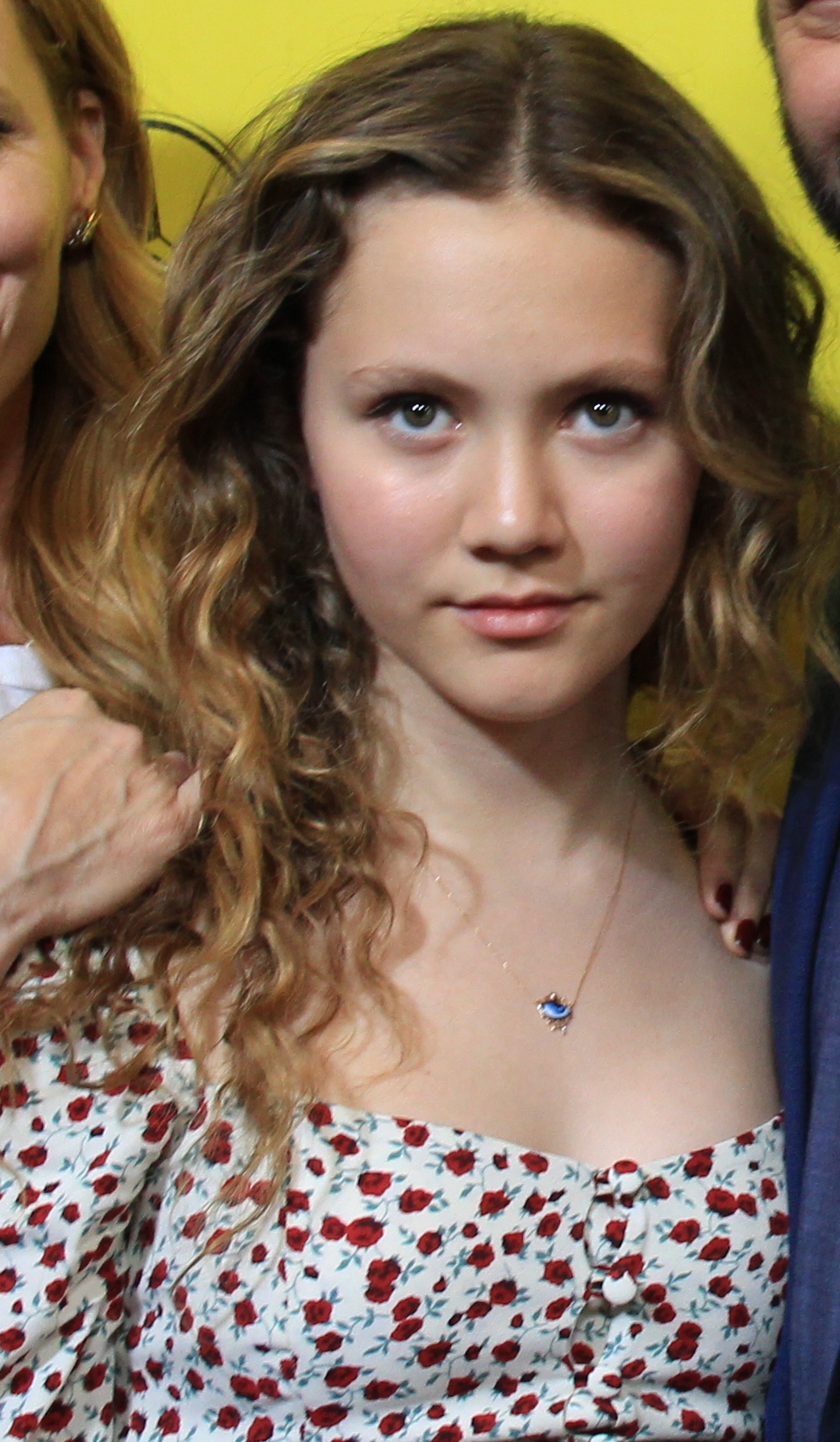
Iris Apatow interpreta Georgia

## Produzione
La serie è stata ordinata direttamente da Netflix ed ideata a partire dal trolling sui social media di John Owen Lowe verso suo padre Rob Lowe. John Owen Lowe ha descritto la serie come «una dinamica padre-figlio molto riconoscibile ma sotto una lente davvero specifica, ovvero il padre che ama essere al centro dell'attenzione mentre suo figlio sente l'esatto opposto».
Nell'aprile 2022 è stato annunciato che Rob e John Owen Lowe avrebbero fatto da produttori esecutivi alla serie assieme a Victor Fresco e che la produzione sarebbe stata gestita dagli studi Netflix. A giugno dello stesso anno Sian Clifford, Rachel Marsh, Emma Ferreira e Aaron Branch si sono uniti al cast in ruoli regolari; inoltre è stato annunciato che Fred Armisen, Tom Allen e JT Parr sarebbero comparsi in ruoli ricorrenti. Il 4 maggio 2023, prima ancora del rinnovo ufficiale della serie, è stato riferito che la produzione della seconda stagione è stata messa in pausa a causa dello sciopero degli sceneggiatori; mentre il 16 novembre 2023, è stata ufficialmente rinnovata per una seconda stagione di otto episodi con Andrew Gurland nelle vesti di sceneggiatore al posto di Fresco, le riprese sono inoltre cominciate a Los Angeles poco più tardi quello stesso mese, concludendosi a febbraio 2024.

## Distribuzione
Gli otto epidosi della prima stagione di Unstable sono stati pubblicati simultaneamente il 30 marzo 2023, mentre quelli della seconda stagione il 1º agosto 2024.